# Mistrzostwa Polski w Kombinacji Norweskiej 1924
Mistrzostwa Polski w Kombinacji Norweskiej 1924 – 5. w historii zawody o mistrzostwo Polski w kombinacji norweskiej, które odbyły się 16 i 17 lutego 1924 roku w Krynicy.
Na podium zawodów stanęło 3 zawodników reprezentujących kluby z Zakopanego – SNPTT Zakopane (1. i 3. miejsce) oraz Sokół Zakopane (2. pozycja), a najlepszy zawodnik spoza tego miasta zajął 6. miejsce (Eugeniusz Kaliciński z AZS-u Kraków). Złoty medal zdobył Henryk Mückenbrunn, srebrny Andrzej Krzeptowski I, a brązowy Franciszek Bujak. W konkursie wystartowało 16 zawodników.

## Wyniki konkursu
Źródło:
| Miejsce | Zawodnik                    | Klub           | Punkty |
| ------- | --------------------------- | -------------- | ------ |
| 1.      | Henryk Mückenbrunn          | SNPTT Zakopane | 17,847 |
| 2.      | Andrzej Krzeptowski I       | Sokół Zakopane | 15,982 |
| 3.      | Franciszek Bujak            | SNPTT Zakopane | 15,850 |
| 4.      | Stanisław Gąsienica-Sieczka | Sokół Zakopane | 15,505 |
| 5.      | Władysław Suleja            | SNPTT Zakopane | 14,482 |
| 6.      | Eugeniusz Kaliciński        | AZS Kraków     | 13,885 |
| 7.      | Andrzej Krzeptowski II      | SNPTT Zakopane | 13,712 |
| 8.      | Tadeusz Zaydel              | SNPTT Zakopane | 13,282 |

W konkursie wzięło udział 16 zawodników.